# Найсамотніша планета
«Найсамотніша планета» (англ. The Loneliest Planet) — американсько-німецький кінофільм режисера Джулії Локтєв, що вийшов на екрани в 2011 році.

## Сюжет
Пара Алекс і Ніка відправляються в подорож мальовничими високогір'я в Грузії. Гід Дато допомагає їм насолодитися найкрасивішими куточками країни. Одного разу група зустрічає місцевих селян, з якими виникає невеликий конфлікт. Але ця дрібниця матиме набагато серйозніші наслідки, ніж будь-хто міг припустити.

## У ролях
| Актор                | Роль  |
| -------------------- | ----- |
| Хані Фюрстенберг     | -     |
| Гаель Гарсіа Берналь | Алекс |
| Бідзіна Гуджабідзе   | -     |
| Талі Пітахелаурі     | -     |
| Тако Пітахелаурі     | -     |
| Ані Кушашвілі        | -     |
| Каті Джамарджашвілі  | -     |
| Ніно Пітахелаурі     | -     |
| Катя Кушашвілі       | -     |
| Таїра Пітакшелаурі   | -     |

## Знімальна група
- Режисер — Джулія Локтєв
- Сценарист — Михайло Лермонтов, Джулія Локтєв, Том Бісселл
- Продюсер — Хельга Альберс, Марі Тереза Гиргис, Ларс Кнудсен
- Композитор — Річард Скелтон